# Harry Forrester
Harry Forrester (Milton Keynes, 2 januari 1991) is een Engels profvoetballer die doorgaans als linksbuiten speelt. Sinds januari 2016 staat hij onder contract bij Rangers FC.

## Clubcarrière

### Aston Villa
Na in diverse jeugdelftallen van Watford te hebben gevoetbald, vertrok Forrester als zestienjarige naar Aston Villa. Hij verkoos deze club boven Tottenham Hotspur en Manchester United. Aston Villa betaalde £250.000,- voor hem. Hij begon in de jeugdelftallen en kwam vervolgens bij de eerste selectie.

### Verhuur aan Kilmarnock
Om zijn ontwikkeling te stimuleren werd Forrester door Aston Villa verhuurd aan het Schotse Kilmarnock. Hij debuteerde op 11 september 2010 tegen St. Mirren in de Premier League. Op 23 oktober gaf hij zijn eerste assist. Hij speelde zeven wedstrijden voor Kilmarnock en keerde in januari 2011 terug naar Aston Villa.

### Brentford
Na zijn terugkeer bij Aston Villa kwam Forrester in het eerste elftal niet aan spelen toe. In mei 2011 besloot de club om zijn contract niet te verlengen, waardoor Forrester per direct transfervrij was. Hij liep vervolgens twee weken lang stage bij Ajax, maar toen hij begreep dat die club hem in eerste instantie voor het beloftenteam wilde aantrekken, sloeg hij een contractaanbod af. Enkele dagen later tekende hij een tweejarige verbintenis bij het op dat moment in de League One spelende Brentford. Forrester speelde 55 wedstrijden voor Brentford, waarin hij acht keer doeltreffend was.

### Doncaster Rovers
In juni 2013 tekende Forrester een contract bij Doncaster Rovers. Een half jaar later scoorde hij zijn eerste doelpunt voor de club. Uiteindelijk kwam hij tot 54 wedstrijden voor Doncaster Rovers.

### Rangers FC
In januari 2016 vertrok Forrester naar het Schotse Rangers FC.

## Statistieken
| Seizoen | Club             | Land               | Competitie     | Wedstrijden | Doelpunten |
| ------- | ---------------- | ------------------ | -------------- | ----------- | ---------- |
| 2010/11 | Aston Villa      | Vlag van Engeland  | Premier League | 0           | 0          |
| 2010/11 | → Kilmarnock     | Vlag van Schotland | Premier League | 7           | 0          |
| 2011/12 | Brentford        | Vlag van Engeland  | League One     | 19          | 0          |
| 2012/13 | Brentford        | Vlag van Engeland  | League One     | 39          | 8          |
| 2013/14 | Doncaster Rovers | Vlag van Engeland  | Championship   | 7           | 0          |
| 2014/15 | Doncaster Rovers | Vlag van Engeland  | League One     | 40          | 7          |
| 2015/16 | Doncaster Rovers | Vlag van Engeland  | League One     | 7           | 1          |
| 2015/16 | Rangers FC       | Vlag van Schotland | Championship   | 11          | 4          |
| 2016/17 | Rangers FC       | Vlag van Schotland | Premiership    | 1           | 0          |
| Totaal  | Totaal           | Totaal             | Totaal         | 142         | 20         |

Tabel bijgewerkt op 8 augustus 2016